# هاپکینز ۱۷۹۵۴
سیارک ۱۷۹۵۴ (به انگلیسی: 17954 Hopkins، نامگذاری:1999JP20) هفده هزار و نهصد و پنجاه و چهارمین سیارک کشف شده‌است که در ۱۰ مه ۱۹۹۹ کشف شد.
قدر مطلق سیارک برابر ۱۳.۵ است.